# TV클리닉 당신의 건강은?
《TV클리닉 당신의 건강은?》은 대한민국의 KBS 2TV에서 제작하여 방송했던 건강 전문 프로그램이었다.

## 역대방송시간
| 방송 채널 | 방송 기간                          | 방송 시간                         | 방송 분량 |
| --------- | ---------------------------------- | --------------------------------- | --------- |
| KBS 2TV   | 2001년 5월 1일 ~ 2002년 4월 19일   | 매주 평일 아침 6시 5분 ~ 6시 30분 | 25분      |
| KBS 2TV   | 2002년 4월 22일 ~ 2002년 5월 31일  | 매주 평일 아침 6시 5분 ~ 6시 30분 | 25분      |
| KBS 2TV   | 2002년 4월 22일 ~ 2002년 5월 31일  | 매주 평일 낮 12시 20분 ~ 1시      | 40분      |
| KBS 2TV   | 2002년 6월 3일 ~ 2002년 10월 25일  | 매주 평일 낮 11시 ~ 11시 30분     | 30분      |
| KBS 2TV   | 2002년 10월 28일 ~ 2003년 6월 20일 | 매주 평일 낮 11시 5분 ~ 11시 45분 | 40분      |
| KBS 2TV   | 2003년 6월 23일 ~ 2003년 10월 31일 | 매주 평일 낮 11시 5분 ~ 11시 25분 | 20분      |

## 역대 진행자
- 김동우[1], 신성원[2]
- 김동우, 정은승[3]
- 김동우, 최윤경

## 방영 목록
- TV클리닉 당신의 건강은? (2003년)